# Wiktor Podoski (grafik)
Wiktor Podoski (ur. 24 maja 1901 w Jeziernie, zm. 10 lipca 1970 w Los Angeles) – polski artysta–grafik i krytyk sztuki.

## Życiorys
Urodził się w rodzinie Edwarda Podoskiego h. Junosza (1867–1918) i Ireny Stefanii z Dąbrowskich. Po ukończeniu Państwowych Kursów Pedagogicznych dla Nauczycieli Rysunku (1920–1922) studiował u Karola Tichego i Władysława Skoczylasa w Szkole Sztuk Pięknych w Warszawie (1923–1927). Nauczał na kursach graficznych Muzeum Rzemiosł i Sztuki Stosowanej w Warszawie (1928–1933), a następnie w Miejskiej Szkole Sztuk Zdobniczych i Malarstwa tamże (1933–1939). Był członkiem założycielem Stowarzyszenia Polskich Artystów Grafików „Ryt” (1925–1939) oraz Bloku Zawodowych Artystów Plastyków (od 1934).
Publikował artykuły i recenzje w czasopismach takich jak „Myśl Narodowa” (1930-1938), „ABC” (1932-1936), „Plastyka” i „Wieczór Warszawski” (1939).
Był dwukrotnym olimpijczykiem. Uczestniczył bowiem w Olimpijskich Konkursach Sztuki i Literatury – podczas Igrzysk Olimpijskich 1932 w Los Angeles oraz 
IO 1936 w Berlinie.
Po powstaniu warszawskim został wywieziony do obozu koncentracyjnego w Niemczech, skąd w 1947 wyemigrował do USA. Zamieszkał w Los Angeles. Przybrał imię: „Victor”.

### Małżeństwo
20 marca 1922 poślubił Wandę Józefę z d. Kołomyjską.

## Twórczość
Zajmował się głównie drzeworytem i grafiką użytkową.

### Antologia
- Początki drzeworytu – wyd. w trzystu numerowanych egz. z zasiłku Ministerstwa Wyznań Religijnych i Oświecenia Publicznego, Warszawa 1930

### Grafiki
- Motyw z Kazimierza, 1925
- Zaloty, 1927
- Pejzaż Kazimierza nad Wisłą, 1929
- Zbiory, 1930
- Widok z okna lub Podwórko, 1931
- Martwa natura, 1936
- Rozmowa, 1938
- Erotyk
- Martwa natura, 1951
- Madonna z dzieciątkiem, 1951
- W parku, 1955